# Richard Irvine Manning

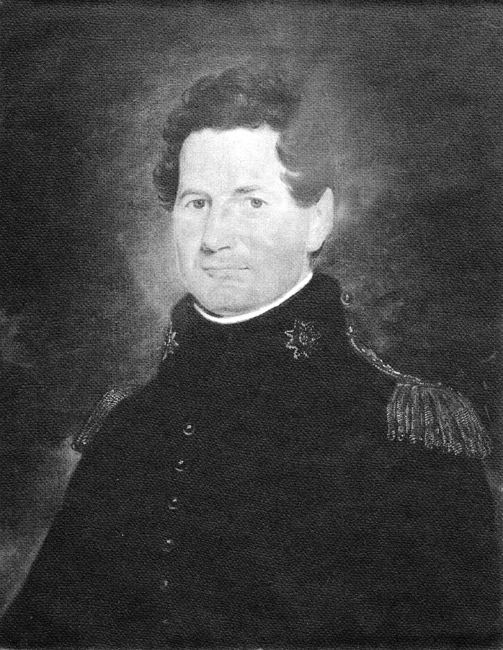
Richard Irvine Manning

Richard Irvine Manning (* 1. Mai 1789 bei Sumter, South Carolina; † 1. Mai 1836 in Philadelphia, Pennsylvania) war ein US-amerikanischer Politiker und von 1824 bis 1826 Gouverneur des Bundesstaates South Carolina.

## Frühe Jahre und politischer Aufstieg
Richard Manning stammte aus einer bekannten Politikerfamilie South Carolinas. Er war mit fünf Gouverneuren dieses Staates verwandt, die alle entweder Manning oder Richardson hießen. Außerdem war er der Schwager von Wade Hampton, einem der reichsten Pflanzer in South Carolina. Richard Manning wurde an örtlichen privaten Schulen erzogen, ehe er am South Carolina College, der heutigen University of South Carolina, studierte. Während des Krieges von 1812 diente er als Captain in der Miliz von South Carolina. Nach dem Krieg bewirtschaftete er die Hickory-Hill-Plantage im Clarendon County. Zu Beginn seiner politischen Laufbahn gehörte Manning der Demokratisch-Republikanischen Partei an, die allerdings Mitte der 1820er Jahre zerfiel. Von 1820 bis 1822 war er Abgeordneter im Repräsentantenhaus von South Carolina und von 1822 bis 1824 im Staatssenat.

## Gouverneur von South Carolina
Ende 1824 wurde Manning von den Abgeordneten zum neuen Gouverneur von South Carolina gewählt. In seiner zweijährigen Amtszeit vom 1. Dezember 1824 bis zum 1. Dezember 1826 stand die Frage der Ablehnung von Bundesgesetzen durch die Einzelstaaten im Brennpunkt der öffentlichen Diskussion. Das Parlament war der Meinung, Bundesgesetze außer Kraft setzen zu können, wenn sich diese Gesetze negativ für das Land South Carolina auswirken würden. Dieser Vorgang wurde mit dem Begriff Nullifikationskrise umschrieben. Der Gouverneur stimmte in dieser Frage nicht mit seinem Parlament überein. Er war auch später kein Anhänger der Nullifikationsbewegung und trat nach der Auflösung der alten Demokratisch-Republikanischen Partei der neuen von Andrew Jackson gegründeten Demokratischen Partei bei. Als Gouverneur setzte er sich für mildere Gesetze gegenüber den schwarzen Sklaven ein, ohne jedoch an der Institution der Sklaverei zu rütteln.

## Weiterer Lebenslauf
Nach Ablauf seiner Amtszeit blieb Manning politisch aktiv. Durch seine Einstellung zur Nullifikationsfrage war er aber zeitweise unbeliebt. Daher scheiterte 1826 sein Versuch, in den Kongress gewählt zu werden, ebenso wie eine erneute Kandidatur für das Amt des Gouverneurs im Jahr 1830. Im Jahr 1832 war er Delegierter auf einem Konvent in South Carolina, auf dem über die Nullifikationsfrage und den Austritt des Staates aus der Union beraten wurde. Manning war, wie schon als Gouverneur, gegen die Nullifikation und gegen den Austritt aus der Union. Zwei Jahre später schaffte er dann doch noch den Sprung in den Kongress. Er blieb bis zu seinem Tod Mitglied des Repräsentantenhauses in Washington, D.C. Richard Manning war mit Elizabeth Peyer Richardson verheiratet. Das Paar hatte neun Kinder, darunter auch John Lawrence Manning, der von 1852 bis 1854 ebenfalls Gouverneur von South Carolina werden sollte. Auch sein Enkel Richard Irvine Manning III war zwischen 1915 und 1919 Gouverneur dieses Staates.